# Nicolae Scarlat Stoenescu
Nicolae Scarlat Stoenescu, romunski general, * 1890, † 1959.